# Edenderry
Edenderry (/ˌiːdənˈdɛri/;) este un oraș din estul comitatului Offaly, Irlanda. Este aproape de granița cu comitatele Kildare, Meath și Westmeath. Marele Canal trece la sud de Edenderry, prin Bog of Allen și există o scurtă ramificație spre centrul orașului.
Drumul R401 de la Kinnegad la nord și R402 de la Enfield la est se întâlnesc la capătul de nord-est al străzii principale. La Canal se despart, R402 continuând spre vest, spre Tullamore, iar R401 se îndreaptă spre sud, spre Rathangan și Kildare Town.

## Istorie
În secolul al XVI-lea, Edenderry era cunoscut cu numele de Coolestown, după familia Cooley sau Cowley, care avea acolo un castel. A fost apărat în 1599 împotriva confederaților, în timpul războiului de nouă ani. Acesta a trecut ulterior prin căsătorie familiei Blundell și a fost jefuit în 1691 de armata lui Iacob al II-lea.
Pământurile familiei Blundell au trecut ulterior la marchizul de Downshire, care a inversat opoziția anterioară a surorilor Blundell față de săparea unei ramificații a Grand Canal spre Edenderry și a plătit costul de 692 de lire sterline al proiectului, care a fost finalizat în 1802.
Către 1716 existau manufacturi înfloritoare de stofă de lână, înființate de Quakeri, care angajau aproximativ 1.000 de oameni. Către 1911 orașul avea 2.204 de locuitori. Printre alte întreprinderi era și fabrica lui Daniel Alesbury, care producea o mulțime de articole de lemn, precum și prima mașină fabricată în Irlanda, Alesbury, în 1907.

## Demografie
Populația din Edenderry s-a dublat în perioada cuprinsă între recensământul din 1996 (când avea o populație de 3.825 de persoane) și recensământul din 2022 (care a înregistrat o populație de 7.888 de locuitori). 